# Le Lion et la Poule
Le Lion et la Poule est une pièce de théâtre de Sacha Guitry, une comédie en trois actes.

## Création

### Représentations
Cette pièce est la cinquante-sixième de Sacha Guitry. Elle est créée au Théâtre Édouard VII le 20 novembre 1923,. Elle y est représentée jusqu'au 17 février 1924.

### Distribution

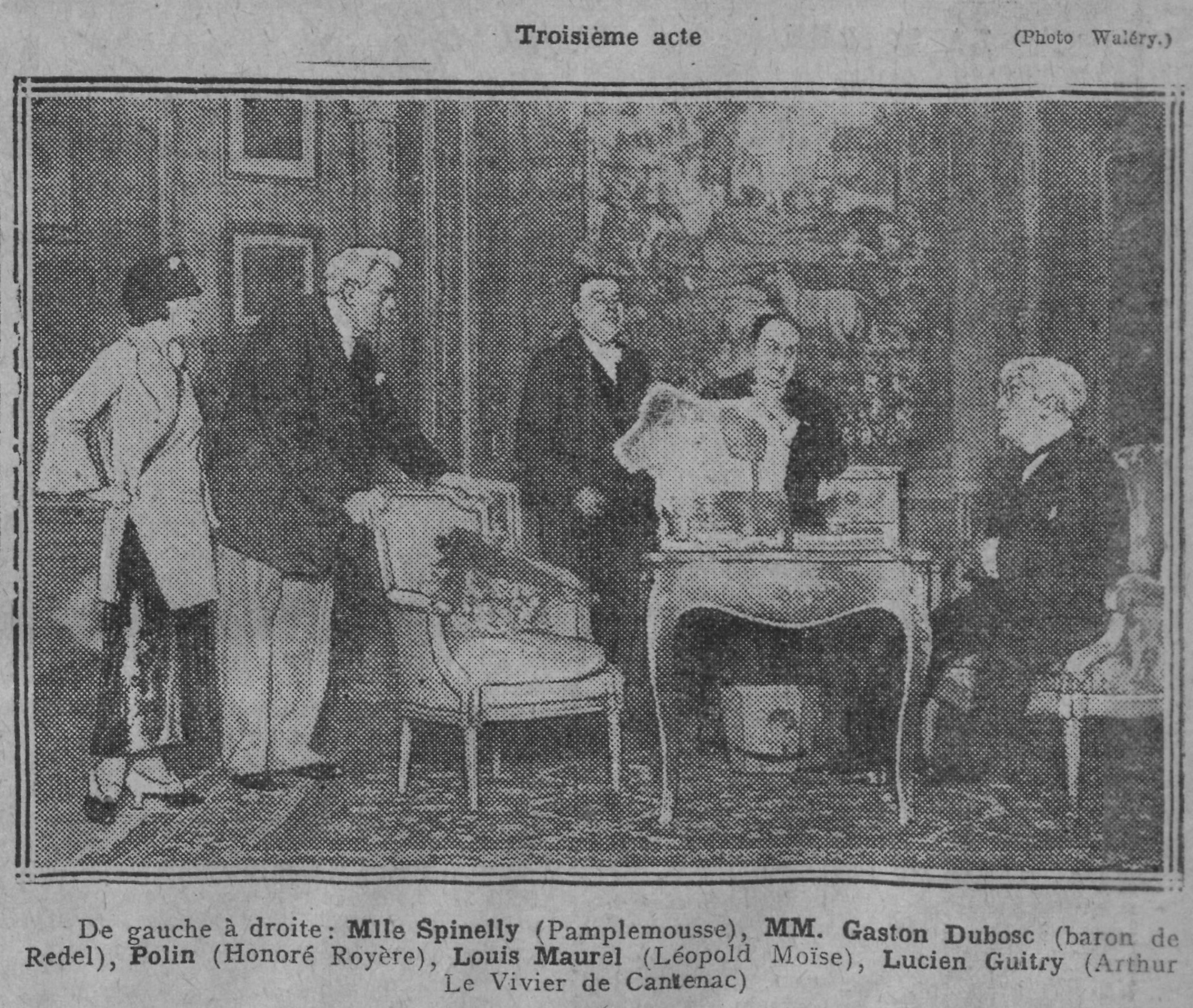
Le Lion et la Poule, troisième acte.

- Lucien Guitry[1] : Arthur Le Vivier de Cantenac[5].
- Polin[1] : Honoré Royère, valet de chambre d'Arthur Le Vivier de Cantenac[5].
- Gaston Dubosc[1] : le baron Gustave de Rhedel, ami d'Arthur Le Vivier de Cantenac[5].
- Andrée Spinelly[1] : Mlle Pamplemousse[5].
- Louis Maurel[1].

## Intrigue
Le personnage du lion s'appelle Arthur Le Vivier de Cantenac, un vieillard,. Le premier acte se déroule chez lui, alors qu'il cherche « une poule » pour lui tenir compagnie. Celle-ci est Mlle Pamplemousse, une jeune femme, qui tente de profiter de ses richesses lors de vacances dans un hôtel dans le Midi dans le deuxième acte. Au début du troisième acte, il lui promet une maison et d'autres cadeaux, mais il rencontre un vieil homme manipulé par une jeune femme qui lui raconte ses déboires. Il se ressaisit alors et renvoie Mlle Pamplemousse,. 
Le rôle principal est tenu par Lucien Guitry, qui joue un « septuagénaire toujours jeune ». Pour Henry Dauberville, qui rapporte des propos de Sacha Guitry lui-même, et Dominique Desanti par ailleurs, cette pièce et ce rôle sont, pour Sacha Guitry, une manière de critiquer le goût de son père pour les jeunes femmes,. Selon Patrick Buisson, « la fringale donjuanesque de « l'adorable père » est à l'arrière-plan de pièces comme Le Lion et la Poule […] mais traitée sur le mode du discours allègre et exonérée de tout jugement moral ».

## Succès
Selon André Rivoire, « Le Lion et La Poule n'est certainement pas l'une des comédies les plus plaisantes que nous ait donné Sacha Guitry. C'est l'une des plus fortes, à [s]on sens ». Pour Régis Gignoux, « C'est admirable de légèreté naturelle, de vérité discrète ». 
La pièce a un grand succès, notamment pour Lucien Guitry qui, dans le rôle principal, fait comme s'il n'avait pas compris l'allusion,. Sacha Guitry reprendra ensuite lui-même ce rôle écrit pour son père.